# برج تشيس (شيكاغو)
برج تشيس في شيكاغو تابع بنك تشيس الأمريكي العالمي.